# (4431) Holeungholee
(4431) Holeungholee (1978 WU14) – planetoida z pasa głównego asteroid okrążająca Słońce w ciągu 5,35 lat w średniej odległości 3,06 j.a. Odkryta 28 listopada 1978 roku.